# Ачкасов, Анатолий Григорьевич
Анато́лий Григо́рьевич Ачка́сов (18 октября 1923, д. Букреевка, Курская губерния — 20 сентября 2018, Белгород) — танкист, участник Великой Отечественной войны, Герой Советского Союза.

## Биография
Родился 18 октября 1923 года в деревне Букреевка Щигровского уезда Курской губернии (ныне — Щигровского района, Курской области) в крестьянской семье. Русский.  Окончив семилетку, поступил в Щигровский сельскохозяйственный техникум. 16 сентября 1941 года призван в Красную армию и направлен в Камышинское танковое училище, которое окончил в октябре 1942 года. С февраля 1943 года на фронте. Участвовал в боях на Курской дуге, за Украину, Польшу, Чехословакию. Был трижды ранен. В звании старшего лейтенанта командовал танковой ротой 100-й танковой бригады 31-го танкового корпуса 38-й армии 1-го Украинского фронта. За образцовое выполнение боевых заданий командования на фронте борьбы с немецко-фашистскими захватчиками и проявленные при этом мужество и героизм 10 апреля 1945 года указом Президиума Верховного Совета СССР присвоено звание Героя Советского Союза. Участник Парада Победы 24 июня 1945 года в Москве на Красной площади. С декабря 1945 года — в запасе.
После войны на различных должностях Министерства заготовок СССР, начальник сельхозуправления района, в 1955—1965 годах — председатель колхоза «Путь Ильича». С 1981 года А. Г. Ачкасов — на пенсии.
Проживал в Белгороде. Скончался 20 сентября 2018 года.

## Награды и звания
- Медаль «Золотая Звезда» Героя Советского Союза
- Орден Ленина
- Орден Красного Знамени
- Орден Отечественной войны 1-й степени
- Медаль «За отвагу»
- Другие медали
- Почётный гражданин Белгорода.